# Iron Maiden (groupe de hard rock)
Pour les articles homonymes, voir Iron Maiden (homonymie).
Ne pas confondre avec le Groupe de Metal britannique du même nom.
Iron Maiden ou The Iron Maiden (sans lien avec le groupe de heavy metal du même nom), est un groupe de hard rock britannique. Il est actif entre 1968 et 1970.

## Biographie
En 1964, Barry Skeels, Steve Drewett, Chris Rose et Alan Hooker forment un groupe de musique acoustique à Basildon, dans l'Essex. Le quartet opte finalement pour le nom de Iron Maiden. Vers 1966, le groupe se compose de Skeels (basse), Drewett (chant/harmonies), Rose (guitare), Tom Loates (guitare) et Stan Gillem (batterie). Le groupe joue alors principalement des reprises des Rolling Stones et du blues, sous le nom de Growth. Se retrouvant à deux, Drewett et Skeels jouent du blues sous le nom de Stevenson's Blues Department, dans les pubs de l’Essex et à Londres. Ils assurent les premières parties de nombreux groupes tels que Jethro Tull, Fleetwood Mac, The Groundhogs, et King Crimson.
En 1968, Drewett et Skeels sont rejoints par Paul Reynolds à la batterie et Trevor Thoms à la guitare. Ils sortent un single (God of Darkness/Ballad of Martha Kent) sous le nom risqué de Bum. Lorsqu’en 1970 ils signent chez le label Gemini, le nom est changé en Iron Maiden. Ils enregistrent alors un premier album intitulé Maiden Voyage, qui comprend huit morceaux,. Reynolds est alors remplacé par Steve Chapman à la batterie et le groupe sort le single Falling / Ned Kelly. Cela a coïncidé avec la sortie du film Ned Kelly de Mick Jagger. Une tournée est prévue en Australie. À cette époque le label perd les cassettes et Skeels quitta Iron Maiden. La carrière du groupe se poursuit un temps sans lui. L’album n’a pas pu sortir avant 1998 ; il est numérisé depuis les copies des cassettes que possédait Skeels.
En 2012, leur premier album est réédité en Europe sous le titre The Original Iron Maiden, sous les labels Rise Above/Soulfood.

## Discographie
- 1969 : Maiden Voyage